# Mesoleptus incitus
Mesoleptus incitus là một loài tò vò trong họ Ichneumonidae.